# Munychia (haven)

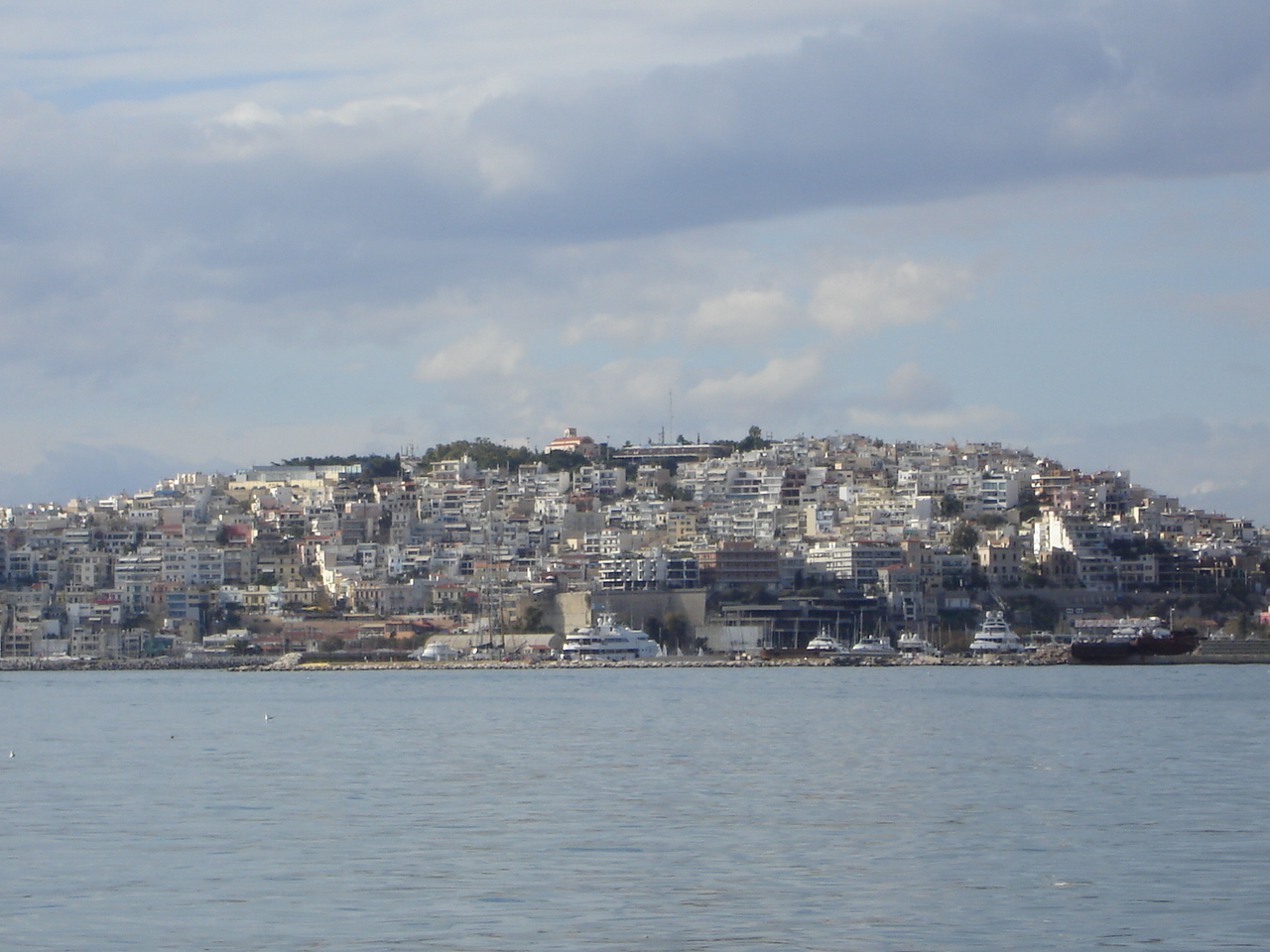
De Kastella-heuvel in de Piraeus, de antieke Munychia-heuvel waar het festival plaatsvond.

Munychia (Oudgrieks: Μουνυχία, Mounychía) was de oostelijkst gelegen en kleinste van de drie oorlogshavens (naast Phalerum en Piraeus) van het oude Athene.
De haven lag aan de voet van de gelijknamige heuvel Munychia (de huidige Kastellaheuvel), die een sterke vesting vormde. Op deze heuvel bevond zich tevens een tempel van Artemis Munychia, waar op de 16de dag van de maand Munychion de Munychia werd gevierd. Op de westelijke helling van de heuvel bevond zich ook een theater, dat aan Dionysos was gewijd.
In 403 v.Chr. zouden de Atheense democraten, onder leiding van Thrasybulus, het leger van de Dertig Tirannen verslaan in de slag bij Munychia, waarbij onder andere Critias sneuvelde.
Dichters zouden de term munychius gebruiken als dichterlijke vorm voor Atheens.

## Referentie
- art. Munychia, in J.G. Schlimmer - Z.C. De Boer, Woordenboek der Grieksche en Romeinsche Oudheid, Haarlem, 19203, p. 414.